# أضداد ترانس غلوتاميناز
أضداد ترانس غلوتاميناز (بالإنجليزية Anti-transglutaminase antibodies) أضداد ذاتية لبروتين ترانس غلوتاميناز. تؤدي الأجسام المضادة دورًا مهمًا في المناعة عبر تحديد الخلايا والمواد التي تتخلص منها بقية الجهاز المناعي. قد تكون هذه الخلايا والمواد غريبةً عن الجسم (مثل الفيروسات)، وقد تكون من إنتاج الجسم (مثل الخلايا الورمية). تدعى الأضداد التي تهاجم منتجات الجسم نفسه بالأضداد الذاتية، وقد تُوجه خطأً ضد أجزائه مسببةً أمراض المناعة الذاتية.
يمكن تصنيف أضداد ترانس غلوتاميناز إلى فئتين مختلفين: نظير ترانس غلوتاميناز، والمجموعة الفرعية الارتكاسية للغلوبيولينين المناعيين إيه وجي تجاه ترانس غلوتاميناز.

## تفاعلية نظير ترانس غلوتاميناز

### أضداد ترانس غلوتاميناز النسيجي
تظهر أضداد ترانس غلوتاميناز النسيجي في حالات مرضية عديدة تشمل الداء الزلاقي والسكري الشبابي وداء الأمعاء الالتهابي وأنماطًا متنوعةً من التهابات المفاصل. 
في الداء الزلاقي، تساهم هذه الأضداد في هدم النسيج البيني الزغبي في المطرس خارج الخلوي وتوجيه الهدم إلى الخلايا الظهارية الزغابية المعوية عبر الخلايا القاتلة. تقترح ترسبات الأجسام المضادة للترانس غلوتاميناز في الظهارة المعوية وجود الداء الزلاقي. 

### تفاعلية أضداد غمد الليف العضلي
يشكل غمد الليف العضلي طبقةً من النسيج الضام تغمد الألياف العضلية. يحوي غمد الليف العضلي نمطًا من الترانس غلوتاميناز يدعى ترانس غلوتاميناز النسيجي، وتُسمى الأضداد التي ترتبط بهذا النمط بالأضداد الذاتية لغمد الليف العضلي. يمثل اختبار الأجسام المضادة لغمد الليف العضلي فحصًا نسيجيًا لمصل المريض الذي يرتبط بنسيج المري المأخوذ من أحد الرئيسيات. توجد هذه الأضداد الذاتية في الداء الزلاقي ولا تسبب أي أعراض مباشرة للعضلات، لكن يفيد كشفها في تشخيص هذا المرض. 

### أضداد ترانس غلوتاميناز البشروي
تمثل أضداد ترانس غلوتاميناز البشروي (أو ترانس غلوتاميناز الخلايا الكيراتينية) أضداداً ذاتيةً تُتهم في إحداث التهاب الجلد هربسي الشكل. 

## المجموعات الفرعية من الغلوبيولين المناعي
يزداد وجود أضداد ترانس غلوتاميناز من نمط الغلوبيولين المناعي إيه في الداء الزلاقي، لكن توجد الغلوبيولينات المناعية جي أيضاً بمعدل أعلى في هذا المرض عندما يصيب الأفراد ذوي النمط الظاهري ناقص الغلوبيولين المناعي إيه. يزداد شيوع هذا النمط الظاهري في المصابين بالداء الزلاقي مقارنةً بالأفراد الطبيعيين، لكن النمط الفرداني «دي كيو 2.5» الموجود في معظم حالات هذا الداء يرتبط جينياً بموقع الجين ناقص الغلوبيولين المناعي إيه.

## الحالات المرافقة

### الداء الزلاقي
يدفع وجود أضداد ترانس غلوتاميناز إلى توجيه الاهتمام غالبًا نحو استقصاء الداء الزلاقي. أظهرت دراسة حديثة على الأطفال عام 2007 أن مستويات هذه الأضداد ترتبط مع مقياس مارش التدرجي للمرض في ذات المريض.
وُجدت مستويات عالية (عيارات حجمية) من أضداد ترانس غلوتاميناز في الغالبية العظمى من حالات الداء الزلاقي، ونظرًا لارتباطها بهذا المرض ومعدل انتشار الأخير، يُقدر أن نحو 1٪ من السكان لديهم مستويات مرضية محتملة من هذه الأضداد.

### داء الأمعاء الالتهابي
كشفت دراسة منشورة في مجلة نيتشر عام 2001 وجود مستويات عاليةً من الأضداد في داء الأمعاء الالتهابي وخصوصاً في داء كرون والتهاب القولون القرحي. 

### التهاب المفاصل
أظهرت دراسات مجراة على مصابين بأنماط متنوعة من التهاب المفاصل مستويات عاليةً من أضداد ترانس غلوتاميناز الخاصة بالخنزير الغيني وإنزيم ترانس غلوتاميناز البشري المأشوب وببتيديل الأرجينين منزوع الإيمين من النمط الرابع (بّي إيه دي 4). يقترح هذا وجود أضداد تفاعلية متصالبة بين أضداد ترانس غلوتاميناز النسيجية وأضداد ببتيديل الأرجينين منزوع الإيمين. 

### السكري نمط 1 (المعروف سابقاً بالسكري الشبابي) وأضداد ترانس غلوتاميناز النسيجية
يزيد الداء السكري نمط 1 لدى الأطفال الذكور من خطورة الداء الزلاقي وبالعكس، وتسبق الأعراض الباكرة للداء الزلاقي ظهور السكري نمط 1 في معظم الحالات. توصلت إحدى الدراسات على هذا المرض إلى أن مرضى السكري الشبابي الذين اتبعوا حميةً غذائيةً خاليةً من الغلوتين أظهروا بعض التحسن. أظهر عدد كبير من مرضى السكري وجود أضداد ترانس غلوتاميناز مع زيادة عدد الخلايا التائية النوعية للغلوتين. 

### إيجابية أضداد ترانس غلوتاميناز غير العرضية
أظهر مسح حديث شمل 7550 بريطوني 87 حالةً غير مكتشفة تحمل أضداد ترانس غلوتاميناز، وترافق 50٪ من ارتفاع هذه الأضداد في الدراسة مع:
1. انخفاض الكثافة المعدنية لعظم الفخذ.
2. انخفاض مستويات الهيموغلوبين.
3. نقص الوزن.
4. انخفاض الكوليسترول.
5. ارتفاع سكر الدم.

وكشفت دراسات مشابهةً عن زيادة الوفيات خاصةً بسبب السرطان. 

### إيجابية أضداد ترانس غلوتاميناز العرضية
- اعتلال شديد في الفيزيولوجيا العصبية (اعتلال أعصاب محيطية وأذيات العصبون المحرك)[18]
- زيادة أعراض داء الأمعاء الالتهابية (داء غير زلاقي ودون وجود أضداد غمد الليف العضلي). [19]

### استهلاك الكحول
يرتبط وجود أضداد ترانس غلوتاميناز بالواسمات الحيوية لاستهلاك الكحول والسيتوكينات طليعة الالتهاب وعلامات التليف النسيجي.

## آلية المناعة الذاتية
تتبع أضداد ترانس غلوتاميناز النسيجي سبيلاً تكوينيًا معقداً. تتطور خلايا تائية نوعية لمعظم المستضدات، وفي المناعة الذاتية، يتوقف تثبيط الخلايا التائية ذاتية الارتكاس أو تهرب المستضدات من عملية الحماية. تتحفز الخلايا التائية بواسطة أحد المستضدات الذي تظهره جزيئات معقد التوافق النسيجي الكبير على الخلايا البائية المتفاعلة مع المستضد، ثم تحفز الخلايا البائية على التكاثر والنضج لتتحول إلى خلايا بلازمية تولد الغلوبيولينات المناعية إيه وجي لهذا البروتين.
في حالة الداء الزلاقي، تقول المعلومات الحالية أن المناعة الذاتية لأضداد ترانس غلوتاميناز النسيجية  تنشأ عندما تتولد الخلايا التائية ضد غليادين القمح وبروتينات الغلوتين المشابهة التي تنتجها الأعشاب القمحاوية، والتي تشمل القمح والشعير والشيلم المزروع. تمتاز الخلايا التائية بقدرتها على التفاعل مع المستضدات المقيدة لمعقد التوافق النسيجي الكبير «دي كيو 8» و«دي كيو 2.5»، والغليادين هو أحد هذه المستضدات.
يعد الغليادين ركيزةً غذائيةً مفضلةً للترانس غلوتاميناز بسبب وجود الكثير من مواقع التفاعل الإنزيمية عليه. يتفاعل ترانس غلوتاميناز مع الغليادين في سياق المرض مشكلًا رابطاً تساهميًا، ويصبح إنزيم ترانس غلوتاميناز مرتبطاً بحاتمات الخلايا التائية على الغليادين. يمكن للخلايا البائية التي تعرض الغلوبيولين المناعي إم على سطحها أن تقدم هذه الأضداد مع ببتيدات الغليادين المقيدة التائية إلى حاتمات الخلايا التائية التي تحفز نضوج الخلايا البائية إلى خلايا بلازمية وتحرض تكاثرها لتنتج الغلوبيولينات المناعية إيه وإم. 
تغير أضداد ترانس غلوتاميناز سلوك إنزيم ترانس غلوتاميناز النسيجي، إذ توصلت بعض الدراسات إلى أن الأضداد تزيد فعالية ترانس غلوتاميناز النسيجي عوضاً عن تثبيطها لأنها تتعارض غالبًا مع الأضداد المعدلة للوظيفة. أظهرت دراسة حديثة أن هذه الأضداد تعدل الانتساخ وتزيده أيضًا في خلايا الظهارة المعوية عبر تفاعلها مع ترانس غلوتاميناز الخلية السطحي على ما يبدو.